# オオバキリン
オオバキリン（大葉麒麟、学名: Pereskia grandifoliaペレスキア・グランディフォリア）は、ブラジル南東部に分布するサボテン科の半落葉広葉樹である。サボテン科の中で最大の葉を備える種のひとつで、葉のサイズは最長で30cmにもなる。ローズカクタスやサクラキリンの名で流通している。

## 概要
オオバキリンは、ブラジルのリオデジャネイロ州、ミナスジェライス州、エスピリトサント州を中心に分布する。見た目は普通の木の様であり、一見サボテンには見えないが、葉脇には確かに刺座があり、サボテン科の植物であることが分かる。葉に隠れて目立たないが刺を備えており、特に古い枝には非常に多数の数の棘が密生する。
丈夫で繁殖力旺盛、鉢植えでも開花する特性のため、熱帯アメリカを中心に世界各地に移入されている。本種の栽培品の中には刺が無いものもあり。これには全くサボテンの趣はない。耐寒性にやや難があるため、日本では西日本や沖縄といった南関東以南のサボテン愛好家を中心に少数栽培されるのみである。
和名は本種よりも先に導入された同属のモクキリン（杢麒麟）やサクラキリン（桜麒麟）に準じたもので、大葉はラテン語の学名の翻訳。学名の種小名はラテン語のgrandis（大きな）とfolia（葉）を合成したもので、葉が大きいことに由来している。

## 特徴
本種はサボテン科の原始的な特徴を残しているコノハサボテン亜科に属しており、刺に変化していない葉を持っている。2-5m、最大で10mに達する灌木で、他の樹種に混ざって生える。民家の軒先に植えられていることもある。生息地の一般的な気候は降水量1200mm、平均気温23℃の熱帯気候である。
大多数のサボテンが幹を太らせ水を蓄える適応を見せているのに対し、本種は堅くて細い枝に普通の葉を付ける。それでも乾燥に対して他の大多数のサボテンほどではないがかなり強く、乾季のある地域、あるいは旱魃に対しては葉を落として耐える。CAM型光合成の経路自体は持っているものの、通常時はカルビン回路のみで二酸化炭素を固定している。
枝には若干の気孔が存在し、長期間緑色を保つ。これは木の葉サボテン属南方種の特徴であり、より原始的な北方種に比べれば、いわゆるサボテンに近い特徴である。

### 刺座と刺
葉の脇には通常のサボテンと同様刺座があり、時間の経過とともに刺を増やしていく。刺座は3-7mm（古い枝で12mm）で茶色のふさふさにこんもりと覆われる。かなり長い間活動し、刺や葉を出し続ける。刺の数は主幹で90本に達することがある。刺は長さ1-6.5cmの針状で、こげ茶～黒色。刺さると非常に痛い。一般的に後から出てきた刺の方が長くて太い。

### 葉
葉は9-23(最大30)×4-6(最大9)cmの楕円から槍倒卵形。羽状の葉脈が目立つやや明るい緑色で、亜種ウィオラケアはやや色が濃い。木の葉サボテン亜科の中でも特に大きい。自生地では食用に供されることもある。
一定以上の乾燥又は低温にさらされると葉を落とすが、条件が良くなると刺座から刺ではなく直接葉の形成を行い、急速に葉を茂らせる。これは同目のディディエレア科植物が雨期に短枝葉を葉出するのによく似ている。

### 花及び実
花期は春～初夏、時折秋にも開花する。散房花序で、3-5cmのバラに似た桃色の花が枝先端に多数(5～30)群開する。同属のサクラキリンほど大きな花ではないが、多数の花を咲かせる。栽培下での開花も容易である。
果実は緑色又は黄～赤色で4-10cm、枝の先端が膨らんだ様に見え、さらに房なりになる。熟すと動物に食べられるか、そのまま落下する。6mm前後の黒い種子が内部に含まれる。未熟な実は非常に渋いが、完熟したものは香りがよく、時に食べることもある。
亜種ウィオラケアは、花序の色に明確な差があり、苞葉が紫色、花が紫がかった桃色に着色することが特徴となっている。

## 系統と分類
分子系統解析から、木の葉サボテン属は側系統であり、原始的な北方種と、柱サボテンなどに近い南方種の二つに大きく分けられると考えられている。北方種をRhodocactus、南方種をPereskiaに分けることもある。オオバキリンは南方種の方に属しており、分割されたとしても学名に変更はない。南方種の中ではサクラキリンなどに近い仲間で、モクキリンなどとはやや離れている。
下位分類として2亜種を含む
Pereskia grandifolia subsp. grandifolia
ブラジル東部から南東部に広く分布。苞葉は緑色で、桃色の花を咲かせる。葉は明るい緑色で、刺はクリーム色から焦げ茶色。
Pereskia grandifolia subsp. violacea (Leuenb.) N.P. Taylor & Zappi, 1997
ミナスジェライス州、エスピリトサント州に分布。基亜種と形態的な違いは殆ど無いが、紫色の苞葉と、紫がかった桃色の花を咲かせる。葉の色は濃い緑。刺は若い時赤色で、後に黒くなる。

## 利用
熱帯アメリカでは観葉植物として栽培されるほか、刺を生かして有刺鉄線の代わりに生垣として利用される。葉や実は食べられることもあるが、それほど美味しくはない。繁殖は種子繁殖、枝挿しで容易。
木の葉サボテンの中では寒さに強い方だが、耐霜性が無く、栽培は暖地に限られる。伊豆シャボテン公園にある数メートルの大木が日本では最大級の株である。サクラキリンの名でも流通することがあるが、本来のサクラキリンは同属のPereskia nemorosaのことであり、混同されている。また、ヨーロッパで栽培されるバラキリン(Pereskia sacharosa)とも混同されていることがある。

## 画像

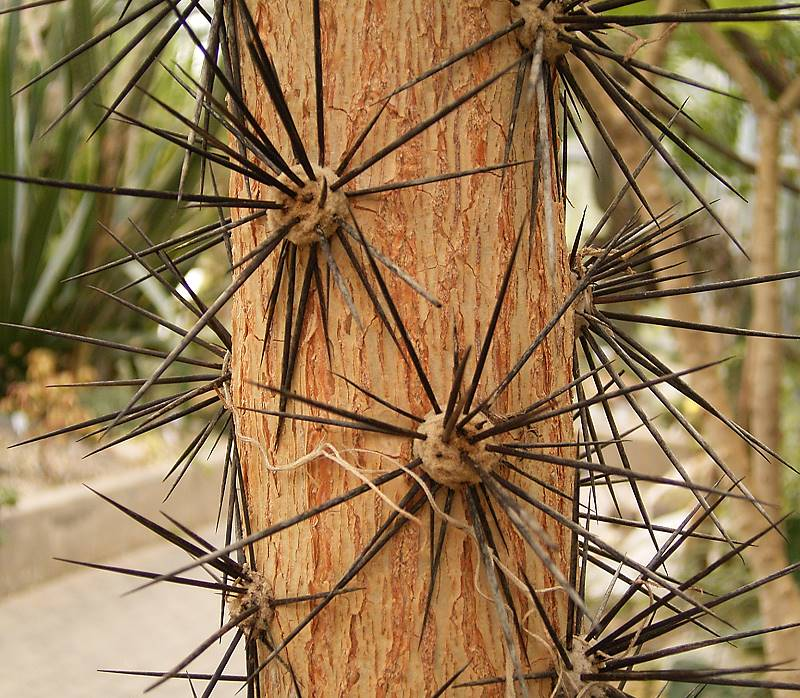
太い枝。刺に覆われている
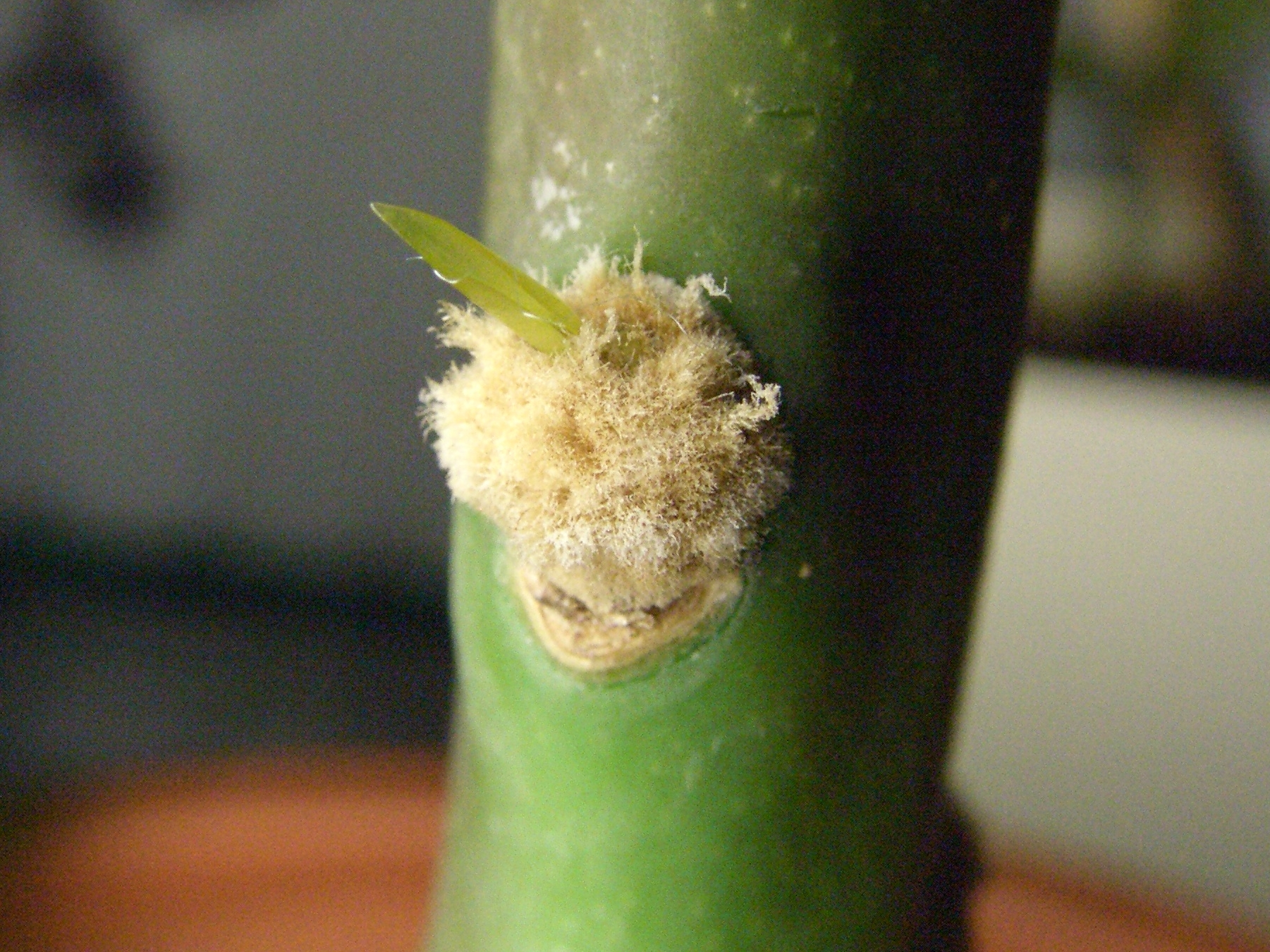
刺座と若い短枝葉（刺のない栽培品）
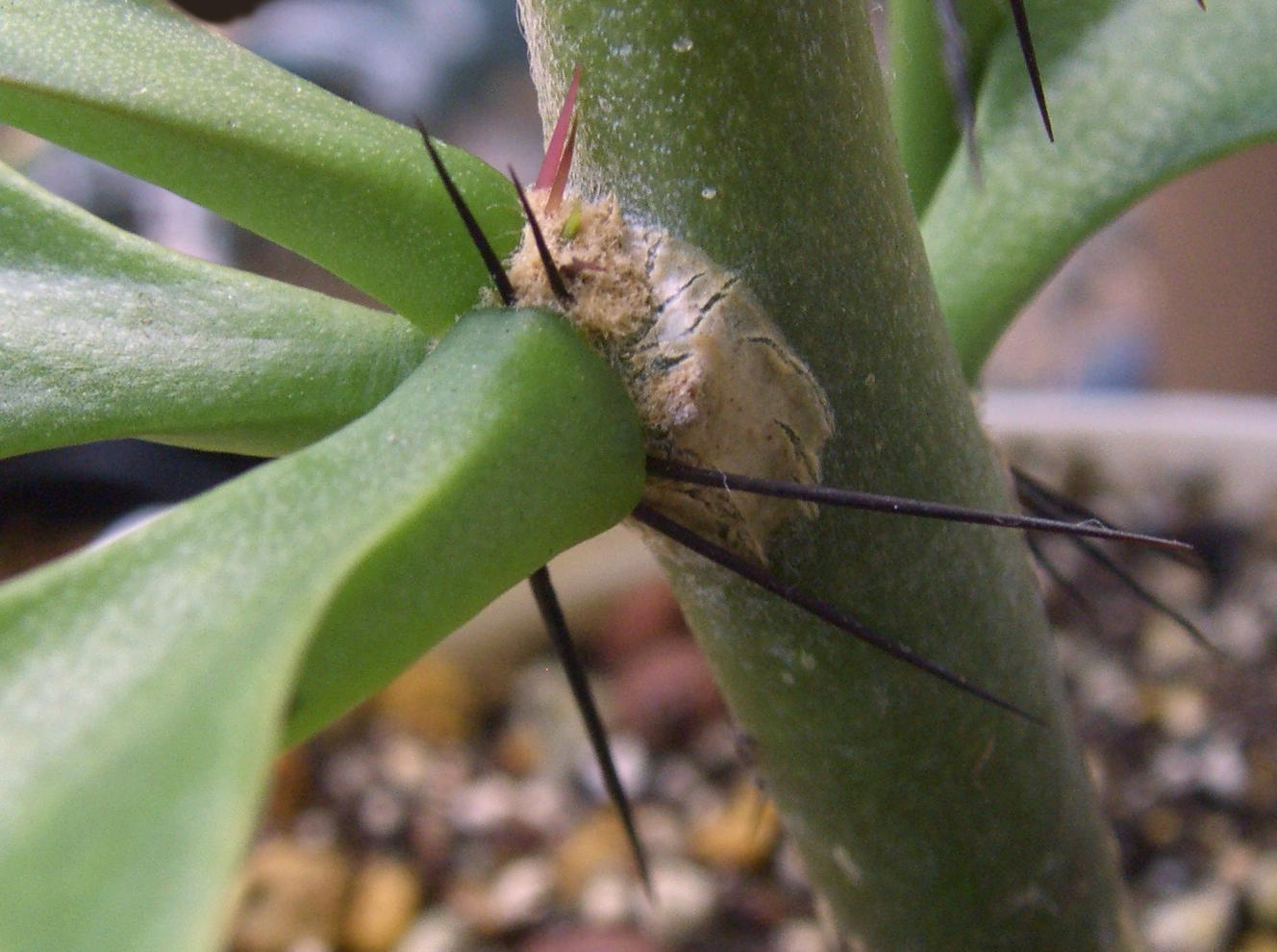
刺7本と葉3枚を持つ若い刺座。新たに葉1枚、刺2本を作っている
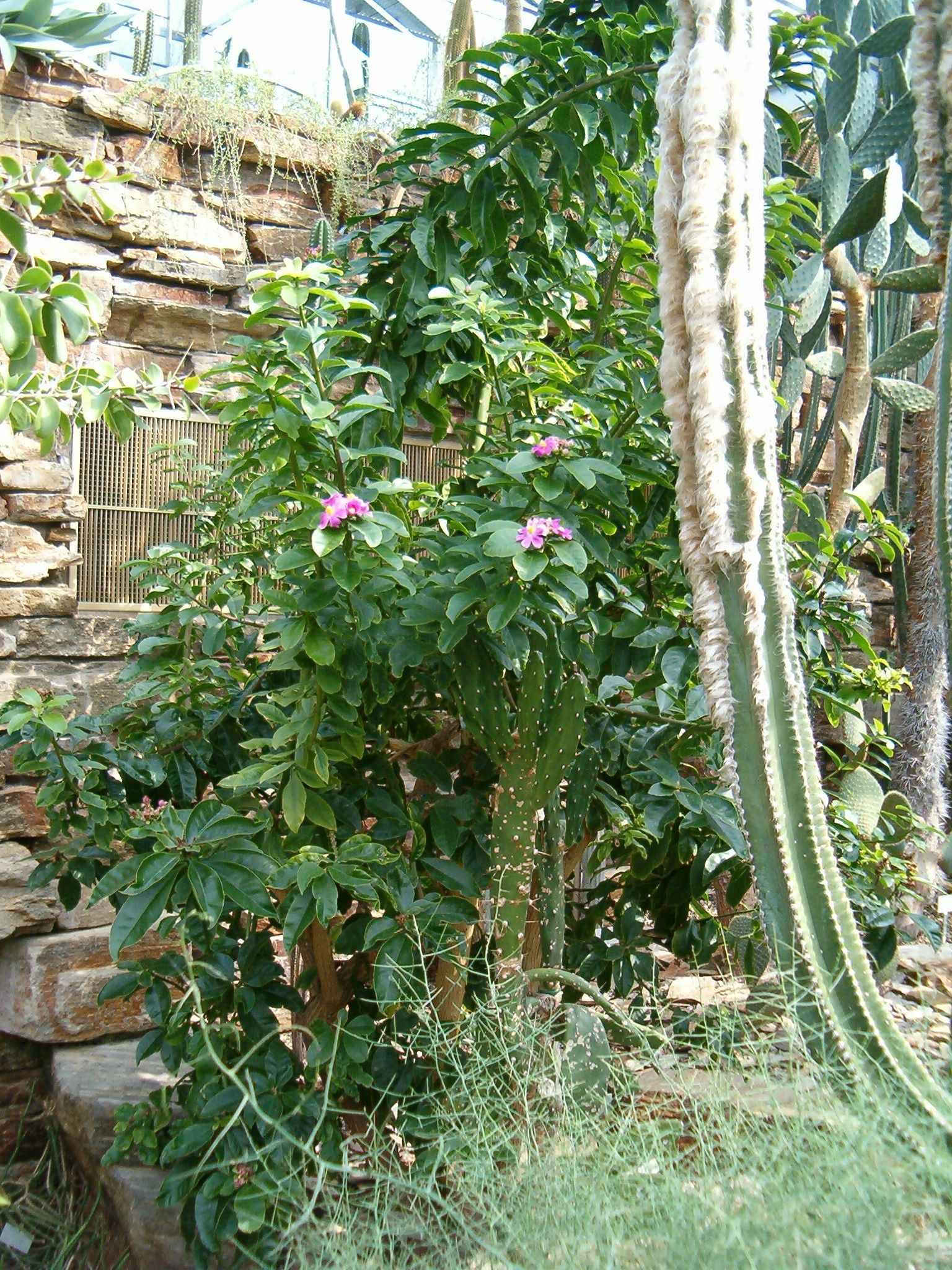
他のサボテンと同居するオオバキリン
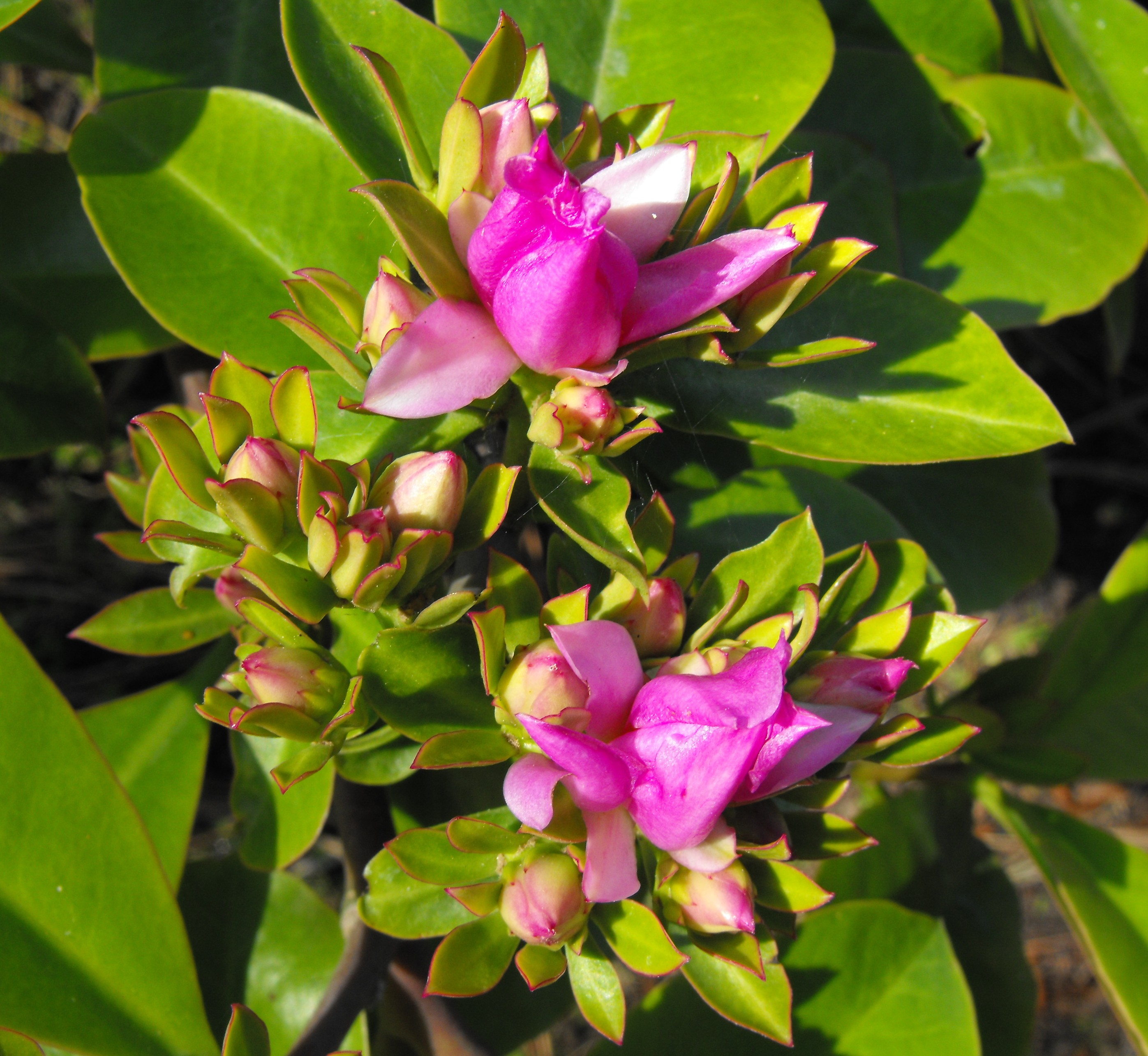
花序拡大
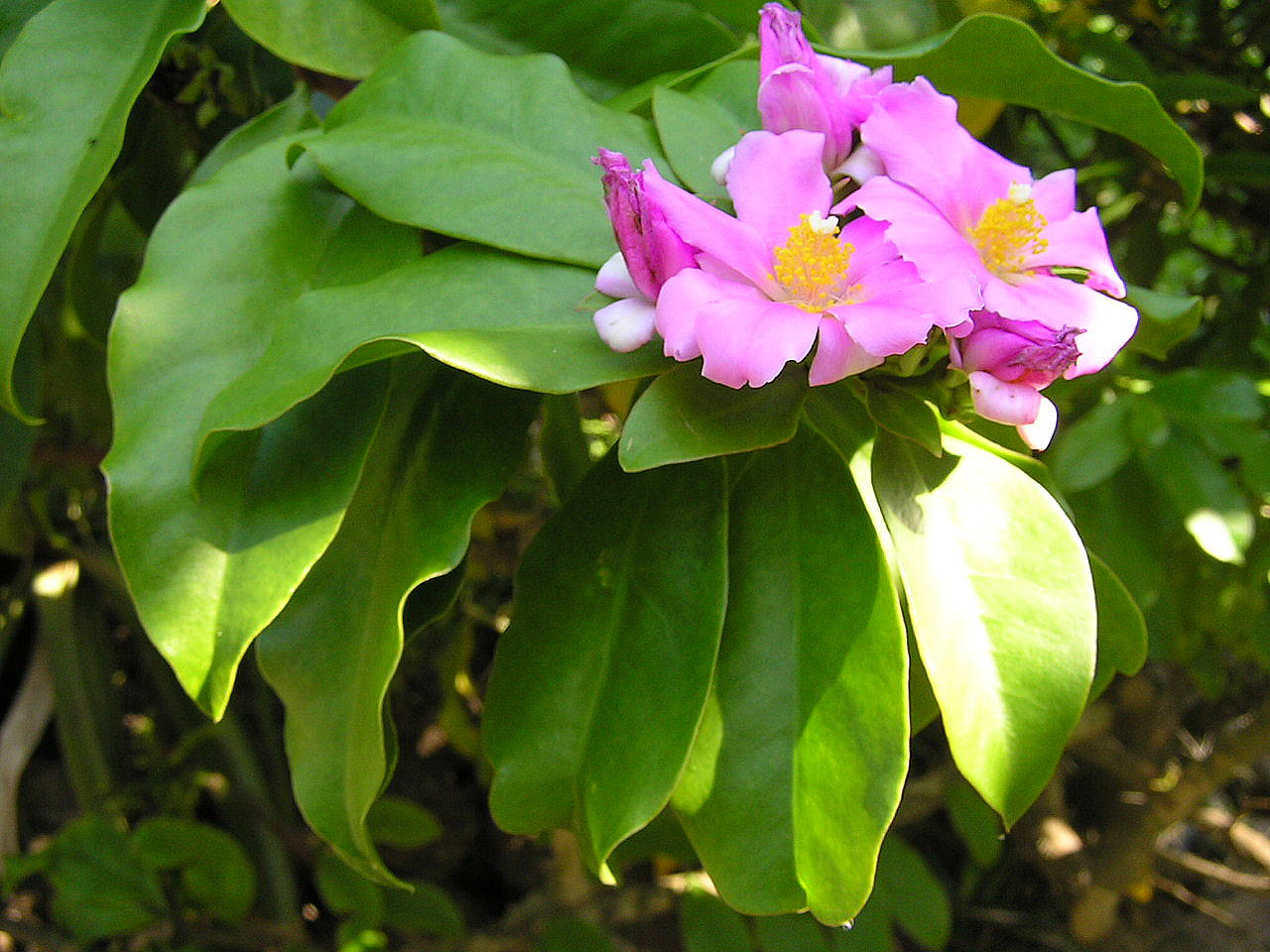
花と葉